# Dominique Villars
Domínique Villars (o Dominique Villar) ( 14 de noviembre de 1745, Villar, comuna de Noyer-en-Champsaur - 26 de junio de 1814, Estrasburgo ) fue un botánico, pteridólogo, micólogo, algólogo francés.
Su padre, encargado de un castillo, le enseña a leer y a contar. En ese ambiente suburbano, cuidando animales descubre la botánica.
Luego se orienta tanto a la medicina como a la botánica. Huérfano, su madre lo envía a la casa de un procurador de Gap para que se familiarizara con el derecho. Allí descubre el tratado de medicina de Loys Guyon (?-1630) Miroir de la beauté et de la santé corporelle. Y poco después traba amistad con un médico que le presta otras obras de medicina, como las de Pierandrea Mattioli (1501-1577).
La madre de Villars lo casa con 16 años con una rica huérfana de una ciudad vecina. De ese matrimonio nacen cinco hijos.
En 1766, se encuentra con el abate Dominique Chaix (1730-1799) botánico amateur que lo forma en la botánica y lo vincula con la obra del genial Carlos Linneo (1707-1778). A fines de los 1760, decide aprender medicina en Grenoble. A su arribo, causa gran impresión en el intendente de la provincia, Christophe Pajot de Marcheval, que le otorga una beca de estudios. Villars continúa herborizando.
Participa, de 1775 a 1776, en una exploración geológica al Delfinado dirigido por Étienne Guettard (1715-1786) y con Barthélemy Faujas de Saint-Fond (1741-1819). Guettard lo lleva a París en 1777 permitiéndole conocer las grandes personalidades de su época como los botánicos Bernard de Jussieu (1699-1777), Antoine-Laurent de Jussieu (1748-1836), Edmé-Louis Daubenton (1732-1786), Joseph Pitton de Tournefort (1656-1708), Sébastien Vaillant (1669-1722) y André Thouin (1746-1824). Y a los médicos Antoine Portal (1742-1832) et Félix Vicq d'Azir (1748-1794).
Obtiene su título de doctor en Valence en 1778. Pajot de Marcheval le ofrece la dirección del jardín botánico y un cargo médico en el hospital civil y militar de Grenoble, promoción que se acompaña de una confortable pensión.
Villars reparte su tiempo entre sus dos pasiones : la botánica (herboriza toda la región) y la medicina (salva Jean-Baptiste Bernadotte (1763-1844), futuro rey Carlos XIV Juan de Suecia, tentando en vano de hacer de Villars su médico personal).
Su gran obra fue Historia de las plantas del Delfinado que publica de 1786 a 1789. Más de 2700 especies son descriptas, con más de veinte años de observaciones.
La Revolución lo priva de todas sus funciones, en Grenoble. Se decide instalar en Gap, obteniendo la cátedra de botánica de la Escuela de Medicina de Estrasburgo en 1805 hasta su deceso.
Su herbario y sus manuscritos botánicos son conservados en Museo de Historia Natural de Grenoble. Se le debe la descripción de numerosas plantas alpinas.

## Honores

### Epónimos
| - (Apiaceae) Chaerophyllum villarsii W.D.J.Koch -- Syn. Fl. Germ. Helv. (Koch) 1(1): 317. 1835 (IK) - (Apiaceae) Selinum villarsii E.H.L.Krause -- Deutschl. Fl. (Sturm), ed. 2. 12: 66. 1904 (IK) - (Asphodelaceae) Asphodelus villarsii Verl. ex Jord. -- Billotia 107, 109; et in Bull. Soc. Stat. Isere, Ser. II. iv. (1860) 151 (IK) - (Asteraceae) Adenostyles villarsii Rouy -- Fl. France [Rouy & Foucaud] 8: 352. 1903 (IK) - (Asteraceae) Apargia villarsii Willd. -- Sp. Pl., ed. 4 [Willdenow] 3(3): 1553. 1803 (IK) - (Asteraceae) Artemisia villarsii Gren. & Godr. -- Fl. France [Grenier] 2: 130. 1850 (IK) - (Asteraceae) Aster villarsii E.H.L.Krause -- Deutschl. Fl. (Sturm), ed. 2. 13: 57. 1905 (IK) - (Asteraceae) Centaurea villarsii Mutel -- Fl. Dauph. ii. 254. (IK) - (Asteraceae) Erigeron villarsii Willd. -- Sp. Pl., ed. 4 [Willdenow] 3(3): 1958. 1803 (IK) - (Brassicaceae) Hesperis villarsii Kuntze -- Revis. Gen. Pl. 2: 935. 1891 (IK) - (Brassicaceae) Iberis villarsii Jord. -- Cat. Graines Jard. Bot. Grenoble 22. 1849 (IK) - (Brassicaceae) Isatis villarsii Gaudin -- Syn. Fl. Helv. 526. (IK) - (Brassicaceae) Lepidium villarsii Gren. & Godr. -- Fl. France [Grenier] 1: 150. 1847 (IK) - (Campanulaceae) Campanula villarsii Nyman -- Consp. Fl. Eur. Suppl. 2(1): 208. 1889 (IK) - (Campanulaceae) Phyteuma villarsii Rich.Schulz -- Monogr. Phyteuma 143. 1904 (IK) - (Caryophyllaceae) Alsine villarsii (Balb.) Mert. & W.D.J.Koch -- Deutschl. Fl. (Mertens & W. D. J. Koch), ed. 3. 3: 282. 1831 (IK) - (Cupressaceae) Sabina villarsii Jord. -- Jord. & Fourr. Ic. Fl. Eur. iii. 4. (IK) - (Cyperaceae) Carex villarsii Willd. -- Sp. Pl., ed. 4 [Willdenow] 4(1): 220. 1805 (IK) - (Cyperaceae) Carex villarsii Schkuhr -- Beschr. Riedgräs. ii. 5 (1806). (IK) | - (Dryopteridaceae) Dryopteris villarsii Woynar, Schinz & Thell. -- Vierteljahrsschr. Naturf. Ges. Zürich 60. 339. 1915. 1915 (IF) - (Dryopteridaceae) Nephrodium villarsii Beck -- Oesterr. Bot. Z. 67: 118. 1918 (IF) - (Ephedraceae) Ephedra villarsii Gren. & Godr. -- Fl. France [Grenier] 3: 161. 1855 (IK) - (Fabaceae) Cytisus villarsii Vis. -- Fl. Dalmat. iii. 270. t. 55. f. 1. 1851 (IK) - (Fabaceae) Chronanthos villarsii K.Koch -- Hort. Dendrol. 248 n.º 3. 1854 - (Fabaceae) Genista villarsii Clementi -- Atti Riunione Sci. Ital. 3: 517. 1841 (IK) - (Liliaceae) Gagea villarsii Gand. -- Dec. Pl. Nov. [Gandoger] 2: 16. 1876 (IK) - (Onagraceae) Epilobium villarsii H.Lév. -- Bol. Soc. Aragonesa Ci. Nat. 1916, xv. 230, nomen. (IK) - (Paeoniaceae) Paeonia villarsii Jord. -- Jord. & Fourr. Ic. Fl. Eur. ii. 37. (IK) - (Poaceae) Agrostis villarsii Poir. -- Encycl. (Lamarck) Suppl. 1. 251. 1810 (IK) - (Poaceae) Poa villarsii J.F.Gmel. -- Syst. Nat., ed. 13[bis]. 2(1): 182. 1791 [late Sep-Nov 1791] (IK) - (Poaceae) Schismus villarsii Trin. -- Fund. Agrost. (Trinius) 148. 1820 (IK) - (Poaceae) Vilfa villarsii P.Beauv. -- Ess. Agrostogr. 16. 1812 (IK) - (Ranunculaceae) Ranunculus villarsii DC. -- Fl. Franc. (DC. & Lamarck), ed. 3. 4: 896. 1805 (IK) - (Rhamnaceae) Cervispina villarsii Fourr. -- Ann. Soc. Linn. Lyon sér. 2, 16: 356. 1868 (IK) - (Rhamnaceae) Rhamnus villarsii Link -- Handbuch [Link] ii. 120 (IK) - (Rosaceae) Rosa villarsii Tratt. ex Link -- Handbuch [Link] ii. 86 (IK) - (Rubiaceae) Galium villarsii Gaud. ex Roem. & Schult. -- Syst. Veg., ed. 15 bis [Roemer & Schultes] 3: 220. 1818 (IK) - (Valerianaceae) Valeriana villarsii Timb.-Lagr. -- Mem. Acad. Sci. Toulouse sér. IV, vi. (1856) 104 (Quid ?). (IK) |

## Fuente
- Benoît Dayrat. 2003. Les Botanistes et la Flore de France. Tres siglos de descubrimientos, Publicaciones científicas del Museo Nacional de Historia Natural : 690 pp.

- La abreviatura «Vill.» se emplea para indicar a Dominique Villars como autoridad en la descripción y clasificación científica de los vegetales.[1]